# Darren Hayes

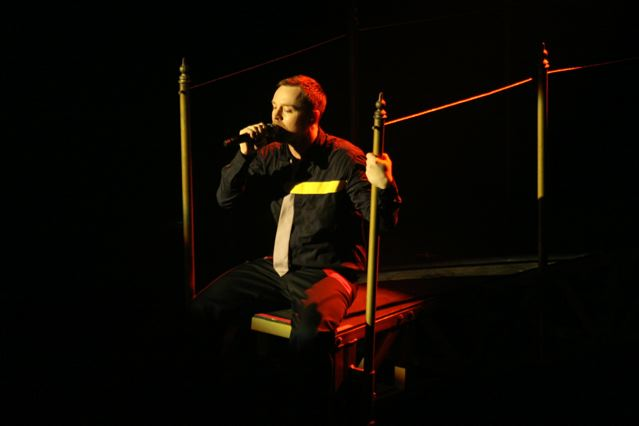
Darren Hayes

Darren Stanley Hayes (Brisbane, 8 mei 1972) is een Australisch singer-songwriter. Hij is bekend geworden als zanger van Savage Garden, met internationale hits als 'I Want You', 'To the Moon and Back', 'Truly Madly Deeply' en 'I Knew I Loved You'. Daarnaast heeft hij ook drie soloalbums uitgebracht, die bescheiden successen werden.

## Levensloop
Hayes werd geboren als jongste van drie kinderen. Hij heeft nog een oudere broer, Peter en zus, Tracey. Hij bezocht in Brisbane de Mabel Park Infants and High school, waar hij in 1989 afstudeerde. Tijdens zijn middelbareschoolperiode speelde Hayes in verschillende schoolmusicals en trad hij op tijdens een aantal schoolconcerten.
Na het behalen van zijn middelbareschooldiploma kreeg Darren Hayes de kans om een opleiding te volgen aan een theaterschool. Hij besloot echter om zich in te schrijven aan de Kelving Grove University. Daar volgde hij een opleiding tot leraar in het basisonderwijs. Als student bleef het optreden toch trekken en in 1993 reageerde hij op een advertentie van Daniel Jones die op zoek was naar een leadzanger voor zijn groep 'Red Edge'. Hayes haalde het in de auditie, ondanks dat zijn stem het begaf.

In 1994 ging de groep uit elkaar, omdat ze naast een platencontract hadden gegrepen. Hayes en Jones besloten verder samen te werken onder de naam 'Crush', maar het bleek dat er in Groot-Brittannië al een andere band onder die naam optrad. Daarom veranderden ze hun naam naar 'Savage Garden'. De inspiratie voor deze nieuwe naam haalden ze uit de novelle The Vampire Lestat van Anne Rice. Eveneens in 1994 trouwde Hayes met zijn toenmalige vriendin Colby Taylor. Dat huwelijk liep in 1999 op de klippen. In 2006 ging hij in zijn nieuwe woonplaats Londen een geregistreerd partnerschap aan met regisseur en animator Richard Cullen.

## Savage Garden
In 1995 nam Savage Garden z'n eerste cd 'Savage Garden' op onder leiding van producer Charles Fisher. De eerste single 'I Want You' werd een wereldwijde hit en won in 1996 de MTV Europe Award voor 'beste debuutsingle'. Datzelfde jaar volgde ook 'To The Moon and Back'. De grootste hit van het debuutalbum was echter 'Truly Madly Deeply' (1997). In 1997 verhuisden Hayes en zijn vrouw Colby naar de USA, om Savage Garden daar te promoten. Daniel Jones bleef in Brisbane om een wereldtournee voor te bereiden. Dit wierp zijn vruchten af: in 1998 domineerde 'Truly Madly Deeply' elf weken lang de Amerikaanse hitlijst, een record. Ook in de rest van de wereld was 'Truly Madly Deeply' een enorme hit. Van het album 'Savage Garden' werden 7 miljoen exemplaren verkocht.
In 1999 bracht de groep hun tweede cd op de markt. Deze nieuwe cd heette 'Affirmation' en weerspiegelde de moeilijke periode die Hayes op dat moment doormaakte. Van 'Affirmation' werden alleen al in Amerika en Australië 6 miljoen exemplaren verkocht. In 2000 bracht Savage Garden de titelsong van deze cd ten gehore tijdens de sluitingsceremonie van de Olympische Spelen in Sydney.
In 2001 scheidden de wegen van Hayes en Jones zich. Van hun laatste cd waren er op dat moment al meer dan 13 miljoen exemplaren over de toonbank gegaan. In totaal heeft Savage Garden wereldwijd meer dan 23 miljoen platen verkocht.

## Solocarrière
In 2002 bracht Hayes zijn eerste solo cd uit, onder de naam 'Spin'. Deze cd lag in de lijn van Savage Garden (met dezelfde producer als het album 'Affirmation'), hoewel het allemaal minder rock klonk en meer R&B. De eerste single van deze cd was 'Insatiable', een ballad. Het werd een bescheiden hit. Verder bracht hij van Spin ook nog 'Crush (1980 me)', 'Strange Relationship' en 'I Miss You' uit.
De daaropvolgende twee jaar werkte Hayes in het geheim aan een nieuwe cd, 'The Tension and the Spark'. Deze cd betekende een hele muzikale ommekeer voor Hayes: De muziek werd elektronischer en donkerder. Voor vele luisteraars die een hitgevoelig, gemakkelijk in het oor liggend album hadden verwacht was dit een verrassing. De eerste single 'Pop!ular' werd een grote hit in Amerika, waar het zelfs de eerste plaats op de US Dance Charts behaalde. De tweede single 'Darkness' bracht niet het gehoopte succes, waardoor het geplande 'Dublin Sky' niet werd uitgebracht als derde single.
In 2005 werd 'Truly Madly Completely' gelanceerd, een compilatie-cd met alle grote hits van Savage Garden. Voor de gelegenheid schreef Hayes twee nieuwe nummers ('So Beautiful' en 'California'). Deze nummers liggen meer in de stijl van Savage Garden, maar de elektronische invloed van 'The Tension and the Spark' werd niet achterwege gelaten. 'So Beautiful' werd tevens uitgebracht als single.
In 2006 gaat Hayes op tournee door Engeland, Ierland en Australië. Daarnaast heeft hij een nieuw album uitgebracht in de zomer van 2007 op zijn eigen platenlabel "Powdered Sugar" (Columbia Records/Sony BMG heeft hij verlaten). Dit is een dubbelalbum, met maar liefst 25 tracks. De titel is "This Delicate Thing We've Made". Het is een zogenaamd conceptalbum over een tijdmachine.
Op 21 februari 2008 trad Hayes voor het eerst in jaren weer op in Nederland, in Marcanti Plaza Amsterdam. Dit in het kader van zijn "Time Machine Tour".
Hayes bracht eind 2008 een dvd uit, getiteld This Delicate Film We've Made. Hierop worden de concepten van de liedjes op het album This Delicate Thing We've Made verder uitgewerkt aan de hand van animaties die geproduceerd zijn door Hayes' partner Richard Cullen en Damian Hale.
In 2009 rondde Hayes samen met Robert Conley het project We Are Smug af. Op dit album zingen zowel Hayes als Conley de nummers.
In 2011 is het 4e en tot nu toe laatste studioalbum van Darren Hayes uitgebracht. Daarvan verscheen in juni de eerste single 'Talk Talk Talk', welke wordt opgevolgd door 'Black out the sun' en 'Bloodstained Heart'.

## Discografie
Albums Savage Garden
- Savage Garden (1997)
- Savage Garden + The Future Of Earthly Delites Bonus Remix Disc (2-cd) (1998)
- Affirmation (1999)
- Affirmation + Declaration Live Bonus Disc (2-cd) (2000)
- Truly Madly Completely: The Best Of Savage Garden (2005)

Singles
Savage Garden:
- "I Want You" (1996)
- "To the Moon and Back" (1996)
- "Truly Madly Deeply" (1997)
- "Break Me Shake Me" (1997)
- "Universe" (1997)
- "I Want You '98" (1998)

Afiirmation
- "The Animal Song" (1999)
- "I Knew I Loved You" (1999)
- "Affirmation" (2000)
- "Crash & Burn" (2000)
- "Chained To You" (2000)
- "Hold Me" (2000)
- "The Best Thing" (2001)

Albums solo
- Spin (2002)
- The Tension And The Spark (2004)
- This Delicate Thing We've Made (2007)
- Secret Codes And Battleships (2011)

Singles solo
Spin:
- "Insatiable" (2002)
- "Strange Relationship" (2002)
- "I Miss You" (2002)
- "Crush (1980 Me)" (2002)

The Tension And The Spark:
- "Pop!ular" (2004)
- "Darkness" (2004)
- "Unlovable" (2005)

Truly Madly Completely: The Best Of Savage Garden (Savage Garden album)
- "So Beautiful" (2005)
- "California" (2006)

This Delicate Thing We've Made:
- "Step into the light" (2007) (club's remixes only)
- "On the Verge of Something Wonderful" (2007)
- "Me, Myself And (I)" (2007)
- "Who Would Have Thought?" (2007)
- "Casey" (2008)

Secret Codes And Battleships:
- "Talk Talk Talk" (2011)
- "Black Out The Sun" (2011)
- "Bloodstained Heart" (2011)